# Рум, Андрей Владимирович
Андрей Владимирович Рум (бел. Андрэй Уладзіміравіч Рум; род. 19 января 2002, Ли́да, Гродненская область) — белорусский футболист, защитник клуба «Слуцк-2024».

## Карьера

### «Слуцк-2024»

#### Начало карьеры
Начинал футбольную карьеру в лидской ДЮСШ. Позже футболист перешёл в академию гродненского «Немана», где продолжил выступать на юношеском уровне. В 2017 году футболист отправился в РУОР, откуда затем после выпуска в 2019 году присоединился к «Слуцку». В слуцком клубе футболист стал выступать за дублирующий состав. За основную команду клуба футболист дебютировал 29 августа 2020 года в матче Кубка Беларуси против гомельского «Локомотива», выйдя на замену на 71 минуте. Дебютный матч в чемпионате футболист сыграл 1 ноября 2020 года против «Энергетика-БГУ», выйдя на замену на 90 минуте. По итогу сезона футболист вместе с клубом отправился в стыковые матчи за сохранение прописки в высшем дивизионе, где по сумме встреч победили минские «Крумкачи». В сезоне 2022 года футболист полноценно стал игроком основной команды слуцкого клуба, однако большую часть матчей провёл на скамейке запасных.

#### Сезон 2023
Новый сезон футболист начал 5 марта 2023 года с четвертьфинального матча Кубка Беларуси против мозырской «Славии», выйдя на замену на 67 минуте. По итогу ответного четвертьфинального матча 12 марта 2023 года слуцкий клуб одержал победу, однако по сумме встреч мозырская «Славия» оказалась сильнее и вышла в следующий этап турнира. Первый матч в чемпионате футболист сыграл 2 апреля 2023 года против столичного «Минска», выйдя на замену на 67 минуте. Дебютным забитым голом за клуб футболист отличился 2 декабря 2023 года в матче против «Гомеля». По итогу сезона футболист вместе с клубом завершил чемпионат на итоговом восьмом месте в турнирной таблице. На протяжении сезона футболист выступал за клуб в роли игрока замены, большую часть матчей проведя на скамейке запасных, отличившись своим единственным забитым голом.

#### Сезон 2024-2025
В январе 2024 года футболист продлил контракт с слуцким клубом до конца 2025 года. Первый матч в новом сезоне футболист сыграл 17 марта 2024 года против «Гомеля», выйдя на поле в стартовом составе. По итогу сезона футболист вместе с клубом завершил чемпионат на итоговом девятом месте в турнирной таблице. Новый сезон 2025 года футболист начал с четвертьфинальных матчей Кубка Беларуси, где уступили «Витебску», завершив своё выступление на турнире. Первым результативным действием в сезоне футболист отличился 29 марта 2025 года в матче против «Сморгони», отдав голевую передачу. Первым забитым голом в сезоне футболист отличился 21 июня 2025 года в матче против новополоцкого «Нафтана».

## Международная карьера
В августе 2018 года был вызван в юношескую сборную Беларуси до 17 лет. Дебютировал за сборную футболист 15 августа 2018 года в товарищеском матче против сборной Израиля, выйдя на замену на 53 минуте. В октябре 2018 года футболист вместе со сборной принимал участие в квалификациях юношеского чемпионата Европы. 